# Ruch Narodowoniemiecki w Liechtensteinie
Ruch Narodowoniemiecki w Liechtensteinie (niem. Volksdeutsche Bewegung in Liechtenstein, VDBL) – narodowosocjalistyczna partia polityczna z Liechtensteinu, założona w 1938 roku. Nie wprowadziła nigdy swoich posłów do Landtagu. Partia została zlikwidowana w 1945 roku.

## Historia nazizmu w Liechtensteinie
Pierwsze ugrupowanie nazistowskie pojawiło się w Liechtensteinie w 1933 roku. Dzięki staraniom posłów Landtagu, ale również Księcia udało się uniknąć przejęcia władzy przez nazistów i wplątania Księstwa w II wojnę światową.

### Liechtensteińska Służba Ojczyźnie
W roku 1933, kiedy Adolf Hitler przejął władzę w Niemczech, na terenie Liechtensteinu powstało pierwsze nazistowskie ugrupowanie – Liechtensteińska Służba Ojczyźnie (niem. Liechtensteiner Heimatdienst, LHD), tworzony przez ruchy o podłożu antykapitalistycznym. Ideologicznie partia dość szybko skierowała się ku ideom nazizmu. Propagandowa prasa partyjna LHD głosiła poglądy proniemieckie i antysemickie. Ugrupowanie to jednak nie istniało długo na scenie politycznej w Liechtensteinie, ponieważ w 1936 roku połączyło się Chrześcijańsko-Społeczną Partią Ludową, będącą w sporym kryzysie, tworząc Unię Patriotyczną.

### Ruch Narodowoniemiecki w Liechtensteinie
Mimo likwidacji partii nazistowskiej (poprzez fuzję z Partią Ludową) idee narodowosocjalistyczne nadal rozwijały się w Liechtensteinie. Po anschlussu Austrii przez III Rzeszę, liechtensteińscy naziści znów urośli w siłę i 31 marca 1938 roku powstało nowe ugrupowanie, nazwane Ruchem Narodowoniemieckim w Liechtensteinie (niem. Volksdeutsche Bewegung in Liechtenstein, VDBL). Partia opowiadała się za całkowitą aneksją Księstwa przez III Rzeszę lub utworzenie unii celnej z Rzeszą i liczyła sobie około 150-200 członków. Ruch prowadził ponadto działalność młodzieżową i sportową.
Działania nazistów w Liechtensteinie były źródłem wewnętrznych niepokojów w przededniu II wojny światowej oraz w jej trakcie. Działacze VDBL prowadzili agitację na różne sposoby, m.in. przez salut rzymski, palenie swastyk, namawianie do nienawiści, ale również ataki na Żydów, polityków FBP i harcerzy.

### Pucz liechtensteiński
Działalność ugrupowania nazistowskiego osiągnęła punkt kulminacyjny w pierwszej połowie 1939 roku. 24 marca 1939 roku VDBL zorganizowało zamach stanu nazywany puczem liechtensteińskim. Celem zamachu było zmuszenie władz Księstwa do poddania się pod zwierzchnictwo Rzeszy. Liechtensteińscy naziści z Theodorem Schädlerem na czele zaplanowali zamach wspólnie z niemieckimi zwierzchnikami z Feldkirch. Plan VDBL zakładał, że podczas przemarszu nazistów przez kraj miały zostać sprowokowane zamieszki, podczas których wezwano by do pomocy żołnierzy niemieckich. Zamach stanu się nie powiódł, ponieważ nazistom nie udało się go zachować w tajemnicy. Wszyscy Żydzi uciekli z kraju do Szwajcarii w przeddzień planowanego zamachu (powrócili w następnych dniach), zamieszki podczas przemarszu udało się powstrzymać i ostatecznie naziści nie dostali oczekiwanej pomocy od stacjonujących w Austrii oddziałów niemieckich. Część z organizatorów nieudanego puczu zbiegła do Austrii (około 36 osób), natomiast w kraju zatrzymano i przesłuchano 76 osób, a około 50 postawiono zarzuty, jednak ze względu na naciski ze strony niemieckiej wszystkich tymczasowo zwolniono z aresztu pod warunkiem opuszczenia Liechtensteinu. Procesy wznowiono po zakończeniu wojny w 1945, a w styczniu 1946 roku skazano siedmiu nazistowskich przywódców.

### Zmiany w systemie wyborczym i koalicja antynazistowska
Wydarzenia z marca 1939 roku spowodowały wprowadzenie zmian w systemie wyborczym – wprowadzono ordynację proporcjonalną oraz podwyższono próg wyborczy do 18%. Postępowa Partia Obywatelska oraz Unia Patriotyczna zawarły koalicję, której celem było niedopuszczenie ruchów nazistowskich do władzy. Po wyborach w 1939 roku 8 mandatów zdobyło FBP, a 7 mandtatów VU, zatem nazistom nie udało się wejść do Landtagu. Aby nie dopuścić nazistów do zdobycia władzy w kolejnych wyborach (w 1943 roku) książę Franciszek Józef II anulował wybory i przedłużył kadencję Landtagu do odwołania.

### Rozwiązanie partii
Ruch Narodowoniemiecki funkcjonował w Liechtensteinie praktycznie do końca II wojny światowej. Władze księstwa ograniczały działalność VDBL, ale nie zdecydowały się wcześniej na likwidację partii i zakazanie jej działalności, w obawie przed reakcją strony niemieckiej. Ostatecznie partię zlikwidowano 8 maja 1945 roku.

## Rezultaty w wyborach doLandtagu
| Wybory | Sejm            | Sejm            | Sejm            | Rząd            |
| Wybory | Głosy           | Mandaty         | Mandaty         | Rząd            |
| Wybory | %               | Liczba          | +/−             | Rząd            |
| ------ | --------------- | --------------- | --------------- | --------------- |
| 1939   | brak danych     | 0/15            | –               | –               |
| 1943   | wybory odwołane | wybory odwołane | wybory odwołane | wybory odwołane |